# Because (The Beatles-dal)
A Because egy dal, amelyet John Lennon írt (bár Lennon–McCartney szerzeményként jelölték meg) és a The Beatles angol rockegyüttes rögzített. Az 1969-es Abbey Road albumukon adták ki, közvetlenül megelőzve a lemez második oldalán található zenei egyveleget. Lennon, Paul McCartney és George Harrison kiemelkedő háromszólamú éneklését tartalmazza, amelyet külön-külön háromszor vettek fel, vagyis összesen kilenc szólam hallható a dalban.

## A dal keletkezése, szerkezete
A dal egy jellegzetes elektromos csemballó nyitánnyal kezdődik, amelyet George Martin producer játszik. A zongora kiegészül Lennon gitárszólamával (utánozva a csemballó dallamot), amelyet egy Leslie hangszórón keresztül szólaltat meg. Aztán következik az az ének és a basszusgitár.
A Because egyike volt azon kevés Beatles-felvételeknek, amelyeken Moog-szintetizátort is használtak és George Harrison játszott rajta. Ez abban a részben hallható, amit Alan Pollack "mini zenei hídként" emleget, majd ismét felbukkan a dal végén.
Lennon szerint nem véletlen, hogy a dal zeneileg hasonlóságot mutat Ludwig van Beethoven Holdfény szonátájának első tételével: "Yoko Beethoven Holdfény szonátáját játszotta zongorán... Azt kérdem tőle: "Le tudnád játszani azokat az akkordokat visszafelé ?".

## Rögzítése
George Martin később ezt nyilatkozta a dallal kapcsolatban:
"Közöttünk egy aláfestő számot is létrehoztunk, John egy gitár riffet játszik, én minden hangot egy elektronikus csemballón sokszorosítok, Paul pedig basszusgitáron játszik. A gitár és a csembaló közötti minden hangnak pontosan együtt kellett lennie, és mivel nem én vagyok a világ legnagyobb játékosa az időzítést tekintve, én többet hibáztam, mint John, így Ringo a fejhallgatónkon keresztül a lábcint rendes ütemét játszotta nekünk."
A Because alapfelvétele 1969. augusztus 1-jén lett rögzítve. Augusztus 4-én az ének áthangosítása, majd 5-én pedig Harrison kétsávos Moog-szintetizátor hangzása lett felvéve. Ennek eredményeként ez volt az utolsó dal az albumon, amelyet kazettára rögzítettek, habár még mindig voltak áthangosítások más, félbemaradt dalokhoz. Ehhez hosszas próbára és több mint öt órányi rendkívül koncentrált felvételre volt szükség a helyes rögzítés érdekében. McCartney és Harrison később azt állította, hogy ez volt a kedvenc számuk az albumról. Geoff Emerick mérnök pedig azt mondta: "Tudták, hogy valami különlegeset csinálnak, és elhatározták, hogy rendbe teszik."
A dal újrakevert változata, amelyből a hangszerelés el lett távolítva, hogy kiemeljék Lennon, McCartney és Harrison háromszólamú énekét hallható az 1996-os Anthology 3 válogatásalbumon és a cappella változatban a 2006-os Love nagylemezen. 2016-ban az Anthology 3-hoz készült újrakevert változat lett a The Beatles első olyan felvétele, amely filmelőzetesben is megjelent, mikor hallható Luc Besson Valerian és az ezer bolygó városa című filmjének előzetesében.

## Közreműködött
Ian MacDonald szerint:
- John Lennon – triplázott ének (közepes hangterjedelem), szólógitár
- Paul McCartney – triplázott ének (magas hangterjedelem), basszusgitár
- George Harrison – triplázott ének (alacsony hangterjedelem), Moog-szintetizátor
- George Martin – elektromos csemballó

## Fordítás
Ez a szócikk részben vagy egészben  a   Because (Beatles song) című angol Wikipédia-szócikk fordításán alapul.  Az eredeti cikk szerkesztőit annak laptörténete sorolja fel. Ez a jelzés csupán a megfogalmazás eredetét és a szerzői jogokat jelzi, nem szolgál a cikkben szereplő információk forrásmegjelöléseként.

### Angol nyelvű
- Lewisohn, Mark: The Complete Beatles Recording Sessions. New York: Harmony Books, 1988.ISBN 978-0-600-63561-1
- Sheff, David: All We Are Saying: The Last Major Interview with John Lennon and Yoko Ono. New York: St. Martin's Griffin, 2000. ISBN 0-312-25464-4

### Magyar nyelvű
- Bánosi György – Tihanyi Ernő: Beatles zenei kalauz. Az együttzenélés és a szólóévek. 1958–1999. Budapest: Anno Kiadó, 1999. ISBN 963-853-895-3
- Ian Macdonald: A fejek forradalma. A Beatles és a hatvanas évek. (ford. Révbíró Tibor) Budapest: Helikon Kiadó, 2015. ISBN 978-963-227-468-3
- Marsi József: Beatles Kódex – A Beatles együttes teljes életművének enciklopédiája. (bővített kiadás) Budapest: Könyvműhely, 2022. ISBN 978-615-01-5036-9
- The Beatles. Antológia. (szerk. Brian Roylance et al., ford. Árokszállásy Zoltán, Béresi Csilla) Budapest: Kossuth Kiadó, 2001. ISBN 963 09 4258 5